# John Krasinski
John Burke Krasinski (Boston, 20 de outubro de 1979) é um ator e diretor norte-americano. É mais conhecido pelo seu papel como Jim Halpert na série da NBC, The Office, onde também atuou como produtor e diretor. Ele dirigiu, co-escreveu e estrelou o filme Um Lugar Silencioso, o que levou a revista Time a elegê-lo como uma das 100 pessoas mais influentes do mundo.
Já atuou em vários filmes, incluindo Shrek Terceiro, O Amor Não Tem Regras, Licença Para Casar e Distante Nós Vamos e It's Complicated. Além disso, interpretou Jack Ryan na série da Amazon de mesmo nome, Jack Ryan. Participou também de Doutor Estranho no Multiverso da Loucura como Senhor Fantástico.

## Biografia
Nascido na cidade de Boston, Massachusetts, é filho de um internista polaco-americano, Dr. Ronald Krasinski, e de uma irlandesa-americana, Mary Clare (nascida Doyle). Ele foi criado como católico.
Ele co-estrelou em uma peça satírica escrita e escalada por seu futuro colega de The Office, B. J. Novak, quando estavam no último ano do ensino médio. Krasinski e Novak se formaram na Newton South High School em 1997.
Krasinski frequentou a Brown University, onde estudou inglês e dramaturgia. Ele se formou em Brown em 2001.
Em 2000, Krasinski fez um estágio como roteirista no programa Late Night with Conan O'Brien. Após se formar na Brown University, ele se mudou para Nova York para seguir carreira como ator. Apareceu em comerciais, fez participações especiais em programas de televisão enquanto trabalhava como garçom. Ele estrelou na peça What the Eunuch Saw, escrita e dirigida por seus antigos colegas de faculdade Emily O'Dell e Isaac Robert Hurwitz.
A carreira de Kraskinski entra em ascensão em 2004, quando ele foi escalado para a série de comédia da NBC The Office, um remake do bem-sucedido seriado britânico The Office. Na série, um mocumentário sobre a vida em uma empresa de distribuição de papel de médio porte, ele interpretou Jim Halpert, um representante de vendas inteligente, preguiçoso e brincalhão e, nas temporadas seguintes, co-gerente da empresa de distribuição de papel Dunder Mifflin, em Scranton, Pensilvânia. Os personagens de Krasinski e Jenna Fischer também eram o grande interesse romântico da série. Para se preparar para o papel, Krasinski visitou Scranton e entrevistou funcionários de empresas reais de papel. Ele também filmou as imagens de Scranton usadas nos créditos de abertura. Ele apareceu em todos os episódios da série e também dirigiu vários, incluindo o episódio "Sabre".

## Vida pessoal

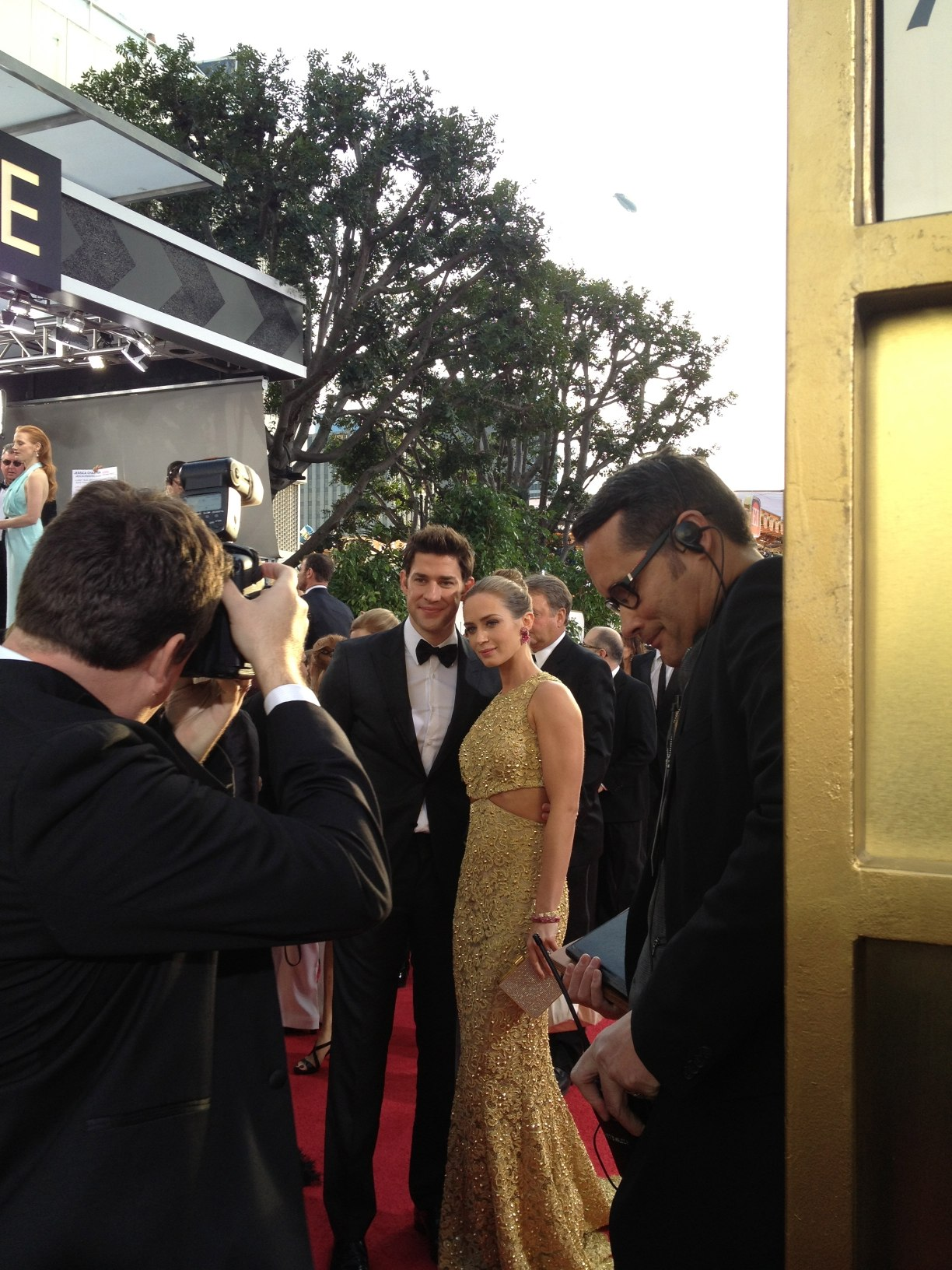
Emily Blunt e John Krasinski na premiação do Globo de Ouro de 2013

Desde 2010 é casado com a atriz britânica Emily Blunt. A 16 de fevereiro de 2014, nasceu a primeira filha do casal, Hazel. A 4 de julho de 2016, nasceu a segunda filha do casal, Violet.

## Filmografia

### Cinema
| Ano  | Filme                                       | Papel                             | Notas                                                                                     |
| ---- | ------------------------------------------- | --------------------------------- | ----------------------------------------------------------------------------------------- |
| 2000 | State and Main                              | Assistante de Juiz                | Não creditado                                                                             |
| 2002 | Fighting Still Life                         | Tyler                             |                                                                                           |
| 2002 | Alma Mater                                  | Flea Club Candidate 1             |                                                                                           |
| 2004 | Kinsey                                      | Ben                               |                                                                                           |
| 2004 | Taxi                                        | Mensageiro 3                      |                                                                                           |
| 2005 | Duane Hopwood                               | Bob Flynn                         |                                                                                           |
| 2005 | Jarhead                                     | Cabo Harrigan                     |                                                                                           |
| 2006 | Doogal                                      | Voz adicional                     |                                                                                           |
| 2006 | A New Wave                                  | Gideon                            |                                                                                           |
| 2006 | For Your Consideration                      | Oficial de crachá                 |                                                                                           |
| 2006 | The Holiday                                 | Ben                               |                                                                                           |
| 2006 | Dreamgirls                                  | Sam Walsh                         |                                                                                           |
| 2007 | Smiley Face                                 | Brevin                            |                                                                                           |
| 2007 | Shrek the Third                             | Sir Lancelot                      | Voz                                                                                       |
| 2007 | License to Wed                              | Ben Murphy                        |                                                                                           |
| 2008 | Leatherheads                                | Carter Rutherford                 |                                                                                           |
| 2009 | Brief Interviews with Hideous Men           | Ryan/Sujeito 20                   | Também roteirista, diretor e produtor                                                     |
| 2009 | Monsters vs. Aliens                         | Cuthbert                          | Voz                                                                                       |
| 2009 | Away We Go                                  | Burt Farlander                    |                                                                                           |
| 2009 | It's Complicated                            | Harley                            |                                                                                           |
| 2011 | Something Borrowed                          | Ethan                             |                                                                                           |
| 2011 | The Muppets                                 | Ele mesmo                         |                                                                                           |
| 2012 | Nobody Walks                                | Peter                             |                                                                                           |
| 2012 | Big Miracle                                 | Adam Carlson                      |                                                                                           |
| 2012 | Promised Land                               | Dustin Noble                      | Também roteirista e produtor. indicado: Sundance Film Festival Grand Jury Prize: Dramatic |
| 2013 | Monsters University                         | "Frightening" Frank McCay         | Voz                                                                                       |
| 2013 | The Wind Rises                              | Honjo                             | Voz (Dublagem)                                                                            |
| 2014 | Kahlil Gibran's The Prophet                 | Halim                             | Voz                                                                                       |
| 2015 | Aloha                                       | John "Woody" Woodside             |                                                                                           |
| 2016 | 13 Hours: The Secret Soldiers of Benghazi   | Jack Silva                        |                                                                                           |
| 2016 | Manchester by the Sea                       |                                   | Produtor Executivo                                                                        |
| 2016 | The Hollars                                 | John Hollar                       | Também diretor e produtor                                                                 |
| 2016 | Past Forward                                | Cara 1                            | Filme pequeno                                                                             |
| 2017 | Born in China                               | Narrator                          |                                                                                           |
| 2017 | Detroit                                     | Auerbach                          |                                                                                           |
| 2017 | Animal Crackers                             | Owen Huntington                   | Voz                                                                                       |
| 2018 | A Quiet Place                               | Lee Abbott                        | Também Diretor                                                                            |
| 2018 | Next Gen                                    | 7723                              |                                                                                           |
| 2021 | A Quiet Place Part II                       | Lee Abbott                        | Também diretor, produtor e escritor                                                       |
| 2021 | Free Guy                                    | Silhueta de Jogador               | Voz, Participação Especial                                                                |
| 2022 | DC Liga dos Super Pets                      | Superman                          | Voz, Pós-produção                                                                         |
| 2022 | Doctor Strange in the Multiverse of Madness | Reed Richards / Senhor Fantástico | Participação especial                                                                     |
| 2023 | IF                                          | TBA                               | Também diretor, produtor, pré-produção                                                    |

### Televisão
| Ano       | Título                         | Personagem     | Notas         |
| --------- | ------------------------------ | -------------- | ------------- |
| 2003      | Ed                             | Process Server | 1 episódio    |
| 2004      | Law & Order: Criminal Intent   | Jace Gleesing  | 1 episódio    |
| 2005      | CSI: Crime Scene Investigation | Lyle Davis     | 1 episódio    |
| 2005      | Without a Trace                | Curtis Horne   | 1 episódio    |
| 2006      | American Dad!                  | Gilbert        | 1 episódio    |
| 2005-2013 | The Office                     | Jim Halpert    | 188 episódios |
| 2014-2015 | Bojack Horseman                | Secretariat    | 3 episódios   |
| 2018-2023 | Jack Ryan                      | Jack Ryan      | 16 episódios  |